# Gran Premio d'Europa 2000
Il Gran Premio d'Europa 2000 è stato un Gran Premio di Formula 1 disputato il 21 maggio 2000 sul circuito del Nürburgring. La corsa fu vinta da Michael Schumacher su Ferrari, davanti a Mika Häkkinen e David Coulthard su McLaren - Mercedes.

## Vigilia

### Aspetti sportivi
In occasione della gara venne ampliato il paddock di circa trenta metri e furono effettuati lavori di ammodernamento ai box.
Durante il fine settimana del Gran Premio, la Minardi annunciò l'ingaggio come collaudatori di Fernando Alonso, allora attivo nel campionato di Formula 3000, e di Giorgio Vinella, campione in carica della Formula 3000 italiana.
Come era già successo in occasione del Gran Premio di San Marino, la gara venne trasmessa dalla Rai senza la telecronaca dei commentatori Gianfranco Mazzoni ed Ivan Capelli a causa di uno sciopero giornalistico.

### Aspetti tecnici
Sia la Ferrari che la McLaren introdussero degli affinamenti sulle proprie monoposto, volti principalmente al miglioramento delle prestazioni in qualifica. La scuderia italiana portò in pista la versione evoluta del proprio motore V10, denominata 049B; inoltre, le monoposto di Maranello furono dotate di pinze dei freni di dimensione ridotta studiate dalla Brembo specificamente per le qualifiche, in aggiunta ai dischi alleggeriti già introdotti a inizio stagione. La McLaren, dal canto suo, approfittò delle temperature relativamente basse per togliere, in qualifica, le ciminiere normalmente montate sulle fiancate per favorire lo smaltimento del calore.
Anche le altre scuderie non restarono ferme: la Williams portò in pista i nuovi portamozzi in fusione di titano, non usati nel Gran Premio di Spagna, la BAR poté impiegare una versione evoluta del motore Honda e una versione rivista del cambio fornito da Xtrac, mentre la Minardi adottò una nuova ala all'avantreno e dei nuovi schermi dietro alle ruote anteriori. Proprio la Minardi continuò a impiegare il nuovo cambio in fusione di titanio, seppur sulla sola monoposto di Gastón Mazzacane.

## Prove libere

### Risultati
I tempi migliori della prima sessione di prove libere di venerdì furono i seguenti:
| Pos | Nº | Pilota                | Costruttore          | Tempo    |
| --- | -- | --------------------- | -------------------- | -------- |
| 1   | 3  | Michael Schumacher    | Ferrari              | 1'21"092 |
| 2   | 22 | Jacques Villeneuve    | BAR - Honda          | 1'21"504 |
| 3   | 5  | Heinz-Harald Frentzen | Jordan - Mugen Honda | 1'21"532 |

I tempi migliori della seconda sessione di prove libere di venerdì furono i seguenti:
| Pos | Nº | Pilota         | Costruttore         | Tempo    |
| --- | -- | -------------- | ------------------- | -------- |
| 1   | 10 | Jenson Button  | Williams - BMW      | 1'19"808 |
| 2   | 12 | Alexander Wurz | Benetton - Playlife | 1'20"248 |
| 3   | 1  | Mika Häkkinen  | McLaren - Mercedes  | 1'20"300 |

I tempi migliori delle sessioni di prove libere di sabato mattina furono i seguenti:
| Pos | Nº | Pilota             | Costruttore        | Tempo    |
| --- | -- | ------------------ | ------------------ | -------- |
| 1   | 3  | Michael Schumacher | Ferrari            | 1'18"527 |
| 2   | 4  | Rubens Barrichello | Ferrari            | 1'18"754 |
| 3   | 1  | Mika Häkkinen      | McLaren - Mercedes | 1'18"761 |

## Qualifiche

### Resoconto
L'esito delle qualifiche fu pesantemente condizionato dalla pioggia, che, arrivata dopo una mezz'ora (dunque a metà sessione), impedì a quasi tutti i piloti di migliorare i propri tempi. La pole position fu quindi conquistata da Coulthard, che precedette di un decimo Michael Schumacher e di circa due decimi il compagno di squadra Häkkinen.
Al quarto posto si piazzò Barrichello, staccato però di circa sette decimi dal tempo dello scozzese, mentre quinto fu Ralf Schumacher; alle spalle del tedesco si piazzarono Trulli, Fisichella ed Irvine. Più indietro Heidfeld con la Prost ottenne il tredicesimo posto, migliore prestazione della stagione per lui e per il team; tuttavia, nelle verifiche dopo le qualifiche la vettura del pilota tedesco fu trovata sottopeso e Heidfeld fu escluso anche dalla gara.

### Risultati
| Pos | Nº | Pilota                | Costruttore          | Tempo    | Distacco |
| --- | -- | --------------------- | -------------------- | -------- | -------- |
| 1   | 2  | David Coulthard       | McLaren - Mercedes   | 1'17"529 |          |
| 2   | 3  | Michael Schumacher    | Ferrari              | 1'17"667 | +0"138   |
| 3   | 1  | Mika Häkkinen         | McLaren - Mercedes   | 1'17"785 | +0"256   |
| 4   | 4  | Rubens Barrichello    | Ferrari              | 1'18"227 | +0"698   |
| 5   | 9  | Ralf Schumacher       | Williams - BMW       | 1'18"515 | +0"986   |
| 6   | 6  | Jarno Trulli          | Jordan - Mugen Honda | 1'18"612 | +1"083   |
| 7   | 11 | Giancarlo Fisichella  | Benetton - Playlife  | 1'18"697 | +1"168   |
| 8   | 7  | Eddie Irvine          | Jaguar - Cosworth    | 1'18"703 | +1"174   |
| 9   | 22 | Jacques Villeneuve    | BAR - Honda          | 1'18"742 | +1"213   |
| 10  | 5  | Heinz-Harald Frentzen | Jordan - Mugen Honda | 1'18"830 | +1"301   |
| 11  | 10 | Jenson Button         | Williams - BMW       | 1'18"887 | +1"358   |
| 12  | 18 | Pedro de la Rosa      | Arrows - Supertec    | 1'19"024 | +1"495   |
| 13  | 19 | Jos Verstappen        | Arrows - Supertec    | 1'19"190 | +1"661   |
| 14  | 12 | Alexander Wurz        | Benetton - Playlife  | 1'19"378 | +1"849   |
| 15  | 16 | Pedro Diniz           | Sauber - Petronas    | 1'19"422 | +1"893   |
| 16  | 8  | Johnny Herbert        | Jaguar - Cosworth    | 1'19"638 | +2"109   |
| 17  | 14 | Jean Alesi            | Prost - Peugeot      | 1'19"651 | +2"122   |
| 18  | 23 | Ricardo Zonta         | BAR - Honda          | 1'19"766 | +2"237   |
| 19  | 17 | Mika Salo             | Sauber - Petronas    | 1'19"814 | +2"285   |
| 20  | 20 | Marc Gené             | Minardi - Fondmetal  | 1'20"162 | +2"653   |
| 21  | 21 | Gastón Mazzacane      | Minardi - Fondmetal  | 1'21"015 | +3"486   |

## Warm-up

### Risultati
I tempi migliori fatti segnare nel warm up di domenica mattina furono i seguenti:
| Pos | No | Pilota                | Costruttore          | Tempo    |
| --- | -- | --------------------- | -------------------- | -------- |
| 1   | 3  | Michael Schumacher    | Ferrari              | 1'20"251 |
| 2   | 1  | Mika Häkkinen         | McLaren - Mercedes   | 1'20"260 |
| 3   | 5  | Heinz-Harald Frentzen | Jordan - Mugen Honda | 1'20"899 |

## Gara

### Resoconto
Alla partenza Häkkinen scattò benissimo e superò sia Schumacher che Coulthard, portandosi in testa; il pilota scozzese della McLaren perse anche la seconda posizione a vantaggio del ferrarista. Dietro, Fisichella diede una ruotata a Trulli, causandone il ritiro; alle spalle dei primi quattro si inserirono Villeneuve, Ralf Schumacher, lo stesso Fisichella, Irvine e Verstappen. Nel corso del nono giro cominciò a piovere: il primo a cambiare le gomme fu Herbert, seguito poi da tutti gli altri.
Nel frattempo, Schumacher superò con una bella manovra Häkkinen, portandosi in testa, mentre Barrichello fece lo stesso con Coulthard. Al cambio gomme, però, il pilota brasiliano della Ferrari perse molto tempo, essendo costretto a rientrare ai box un giro dopo il compagno di squadra e ritrovandosi ottavo. Häkkinen, tornato in pista in terza posizione, sopravanzò nel corso del 19º giro Coulthard, partito con un assetto da asciutto. Alle loro spalle, Fisichella superò de la Rosa, risalito molto in classifica grazie ad un cambio gomme anticipato.
Nel corso del 29º giro Verstappen, ottavo, cercò di sorpassare Irvine: i due  vennero a contatto e Ralf Schumacher, per evitarli, andò in testacoda, colpendo la Jaguar. Sia Irvine che Verstappen ripartirono, ritirandosi però lungo il percorso a causa dei danni riportati dalle loro vetture. Nel frattempo, Barrichello sopravanzò sia de la Rosa che Fisichella, giungendo così in quarta posizione; tuttavia, il brasiliano si fermò al 33º passaggio per il secondo pit stop, durante il quale la sua strategia fu portata a tre soste.
Al 35º giro entrò ai box Schumacher, la cui sosta fu allungata da un problema con un dado ruota. Häkkinen rimase in pista per altri nove giri spingendo al massimo, ma non riuscì a passare il pilota della Ferrari. La lotta per la vittoria terminò qui, ma Barrichello, nonostante la tattica non ottimale impostagli dalla squadra, sembrò poter insidiare il terzo posto di Coulthard: il pilota brasiliano arrivò fino in scia allo scozzese, senza però trovare il modo di sopravanzarlo. Fisichella chiuse in quinta posizione approfittando del ritiro di Villeneuve; sesto giunse de la Rosa, che portò il primo punto stagionale alla Arrows.

### Risultati
| Pos      | N° | Pilota                | Costruttore          | Giri | Tempo/Ritiro e posizione al ritiro | Griglia | Punti |
| -------- | -- | --------------------- | -------------------- | ---- | ---------------------------------- | ------- | ----- |
| 1        | 3  | Michael Schumacher    | Ferrari              | 67   | 1h42'00"307                        | 2       | 10    |
| 2        | 1  | Mika Häkkinen         | McLaren - Mercedes   | 67   | +13"822                            | 3       | 6     |
| 3        | 2  | David Coulthard       | McLaren - Mercedes   | 66   | + 1 giro                           | 1       | 4     |
| 4        | 4  | Rubens Barrichello    | Ferrari              | 66   | + 1 giro                           | 4       | 3     |
| 5        | 11 | Giancarlo Fisichella  | Benetton - Playlife  | 66   | + 1 giro                           | 7       | 2     |
| 6        | 18 | Pedro de la Rosa      | Arrows - Supertec    | 66   | + 1 giro                           | 12      | 1     |
| 7        | 16 | Pedro Diniz           | Sauber - Petronas    | 65   | + 2 giri                           | 15      |       |
| 8        | 21 | Gastón Mazzacane      | Minardi - Fondmetal  | 65   | + 2 giri                           | 21      |       |
| 9        | 14 | Jean Alesi            | Prost - Peugeot      | 65   | + 2 giri                           | 17      |       |
| 10       | 10 | Jenson Button         | Williams - BMW       | 62   | Noie elettriche (8°)               | 11      |       |
| 11       | 8  | Johnny Herbert        | Jaguar - Cosworth    | 61   | Collisione con A.Wurz(7°)          | 16      |       |
| 12       | 12 | Alexander Wurz        | Benetton - Playlife  | 61   | Collisione con J.Herbert(8°)       | 14      |       |
| Ritirato | 23 | Ricardo Zonta         | BAR - Honda          | 51   | Testacoda (11°)                    | 18      |       |
| Ritirato | 20 | Marc Gené             | Minardi - Fondmetal  | 47   | Acceleratore (13°)                 | 20      |       |
| Ritirato | 22 | Jacques Villeneuve    | BAR - Honda          | 46   | Motore (7°)                        | 9       |       |
| Ritirato | 9  | Ralf Schumacher       | Williams - BMW       | 29   | Collisione con E.Irvine (9°)       | 5       |       |
| Ritirato | 19 | Jos Verstappen        | Arrows - Supertec    | 29   | Incidente (8°)                     | 13      |       |
| Ritirato | 7  | Eddie Irvine          | Jaguar - Cosworth    | 29   | Collisione con R.Schumacher(7°)    | 8       |       |
| Ritirato | 17 | Mika Salo             | Sauber - Petronas    | 27   | Cambio (13°)                       | 19      |       |
| Ritirato | 5  | Heinz-Harald Frentzen | Jordan - Mugen Honda | 2    | Motore (12°)                       | 10      |       |
| Ritirato | 6  | Jarno Trulli          | Jordan - Mugen Honda | 0    | Collisione con G.Fisichella        | 6       |       |

## Classifiche

### Piloti
| Pos. | Pilota                | Punti |
| ---- | --------------------- | ----- |
| 1    | Michael Schumacher    | 46    |
| 2    | Mika Häkkinen         | 28    |
| 3    | David Coulthard       | 24    |
| 4    | Rubens Barrichello    | 16    |
| 5    | Ralf Schumacher       | 12    |
| 6    | Giancarlo Fisichella  | 10    |
| 7    | Heinz-Harald Frentzen | 5     |
| 7    | Jacques Villeneuve    | 5     |
| 9    | Jarno Trulli          | 4     |
| 10   | Jenson Button         | 3     |
| 11   | Mika Salo             | 1     |
| 11   | Ricardo Zonta         | 1     |
| 11   | Pedro de la Rosa      | 1     |

### Costruttori
| Pos. | Team                 | Punti |
| ---- | -------------------- | ----- |
| 1    | Ferrari              | 62    |
| 2    | McLaren - Mercedes   | 52    |
| 3    | Williams - BMW       | 15    |
| 4    | Benetton - Playlife  | 10    |
| 5    | Jordan - Mugen Honda | 9     |
| 6    | BAR - Honda          | 6     |
| 7    | Sauber - Petronas    | 1     |
| 7    | Arrows - Supertec    | 1     |